# Sobiesęki Trzecie
Sobiesęki Trzecie (dawn. Sobiesęki C) – wieś w Polsce, położona w województwie wielkopolskim, w powiecie kaliskim, w gminie Szczytniki.
| SIMC    | Nazwa  | Rodzaj    |
| ------- | ------ | --------- |
| 0210111 | Poręby | część wsi |

W latach 1975–1998 wieś administracyjnie należała do województwa kaliskiego.